# Schleierlinge
Die Schleierlinge (Cortinarius) sind eine Gattung in der Familie der Schleierlingsverwandten. Der Gattungstypus ist der Dunkelviolette Schleierling (Cortinarius violaceus). Der wissenschaftliche Name Cortinarius leitet sich ab von lateinisch Cortina, was übersetzt „Schleier“ heißt. Bei letzterem handelt es sich um ein sehr feines, aus spinnwebartigen Fasern gebildetes Velum zwischen Hutrand und Stiel, weshalb die Gattung auch Haarschleierlinge genannt wird. Die Cortina ist ein charakteristisches Merkmal, kommt aber auch bei einigen anderen Gattungen vor.
Früher war die Gattung der Schleierlinge die mit Abstand artenreichste Gattung der Champignonartigen. Aktuell wurde sie aber in 10 Gattungen aufgetrennt. Auch nach der Einengung der Gattung Cortinarius s. str. ist die Gattung sehr artenreich.

## Merkmale

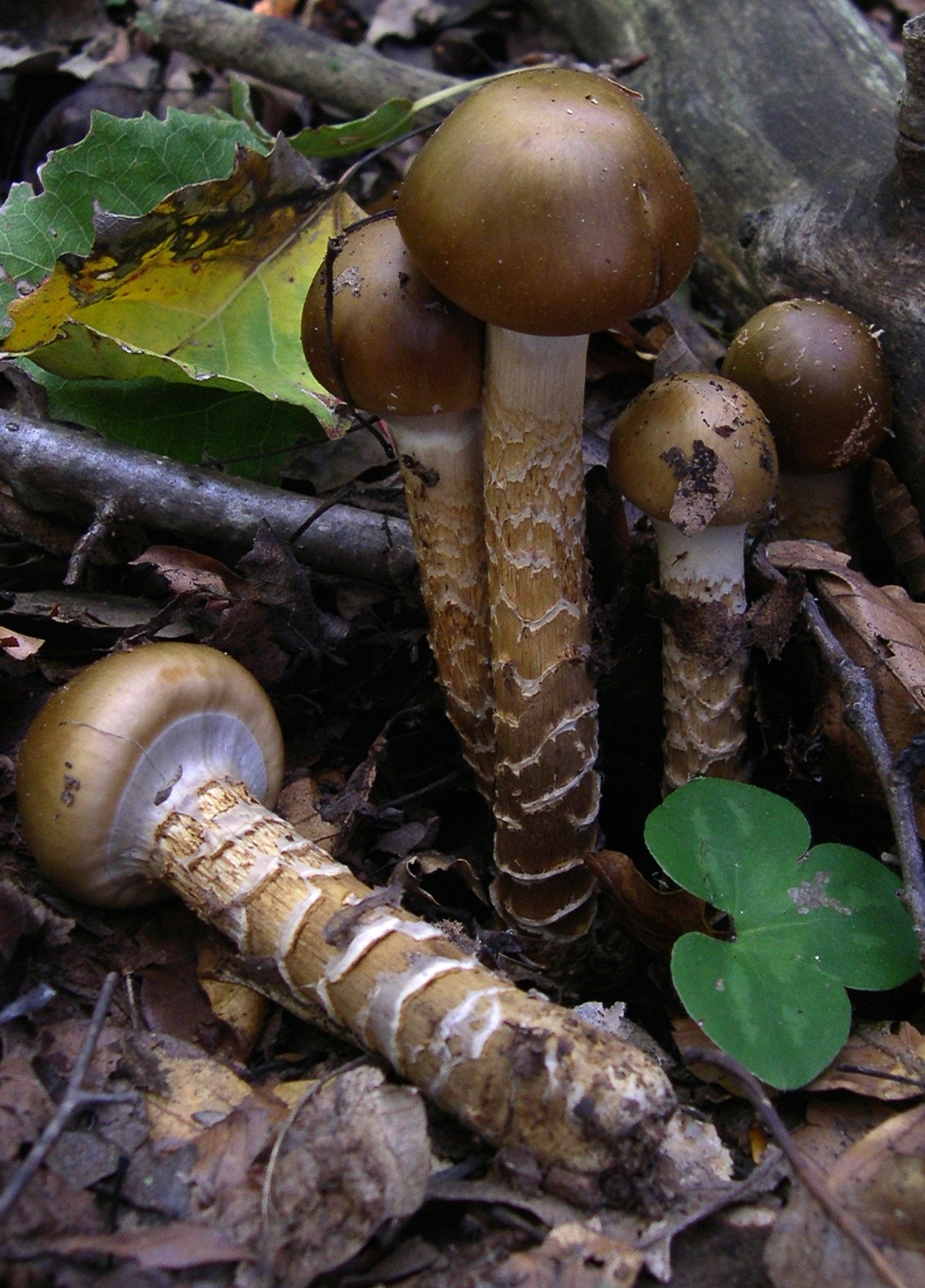
Natternstieliger Schleimfuß mit dem gattungstypischen Schleier an der Hutunterseite und der für die Formgruppe der Schleimfüße typischen schleimigen Gesamthülle am Stiel, die hier Velumgürtel bildet

### Makroskopische Merkmale
Die Vertreter der Gattung der Schleierlinge im engen Sinn (Cortinarius s. str.) bilden kleine bis große Fruchtkörper, die entweder aus Hut, Stiel und Lamellen bestehen oder die sequestrat, d. h. gestielt bauchpilzartig mit reduzierten oder umgeformten Lamellen sind und keine Sporen mehr aktiv ausschleudern.
Der Hut misst zwischen 0,3 cm und 13 cm im Durchmesser. Die Huthaut kann glatt sein, eingewachsen faserig, filzig oder mehr oder weniger schuppig. Bei den meisten Arten ist der Hut blass bis dunkel rot-, ocker- oder graubraun gefärbt. Es treten Arten mit trockener und mit schleimiger Huthaut auf, viele Arten zeigen eine gänzlich oder auf Flecken oder Striemen begrenzte hygrophane Huthaut.
Bei den meisten Arten haben die Lamellen einen normalen, mittleren Abstand, es treten aber auch Arten mit dichten oder entfernt stehenden Lamellen auf. Die Lamellen, sofern ausgebildet, sind entweder aufsteigend, ausgebuchtet oder herablaufend am Stiel angewachsen. Lamellen junger Fruchtkörper sind grauweiß, blass grau, blass bis dunkelbraun gefärbt oder zeigen violette Farbtöne. Nur bei wenigen Arten sind die jungen Lamellen gelb, grün, oliv, orange oder rot gefärbt.
Der Stiel kann 1,5 – 13 cm lang und zwischen 0,1 – 2,5 cm dick, die Stielbasis bis 5 cm dick sein. Bei den meisten Arten ist der Stiel zylindrisch bis keulenförmig, seltener wurzeln oder an der Stielbasis knollig. Die Stieloberfläche ist meist seidig-faserig, weiß, blass bis dunkelbraun und kann auch violette Farbtöne zeigen. Seltener ist die Stieloberfläche gelb, ockerlich, rein violett, grün, oliv, rosa oder rot. Die Stieloberfläche kann trocken oder schmierig sein.
Die Gesamthülle ist bei den meisten Arten weiß, bei einigen aber auch gelb, ockerlich, violett, grün, oliv, rosa oder rot. Bei manchen Arten ist die Gesamthülle auch erst weiß und fräbt dann rosa um. Die Gesamthülle kann unauffällig oder sehr deutlich ausgeprägt sein. Sie kann auch wenige bis viele, deutliche Velumgürtel am Stiel erzeugen, einen gestiefelten Stiel ausprägen (die Gesamthülle liegt dann wie eine Socke am Stiel an und steht an der Abrisskante nach dem Aufschirmen des Hutes hier etwas ab) oder auch einen anliegenden Ring am Stiel bilden. Die Gesamthülle kann trocken oder schleimig sein.
Das Fleisch ist bei den meisten Arten weiß mit leicht bräunlichem Einschlag, blass bis dunkel rot-, ocker- oder graubraun. Manchmal kann das Fleisch auch einen violettlichen Ton aufweisen, bei anderen Arten wiederum ist es mehr oder weniger gelb, orange, rot, grünlich, oliv, deutlich violett, dunkelbraun oder fast schwarz.
Der Geruch ist bei vielen Arten rettichartig (raphanoid) und kann am besten in den Lamellen, wenn diese etwas zerdrückt werden, wahrgenommen werden. Es treten aber viele weitere Gerüche auf wie z. B. nach Pelargonien, Zedernholz, fruchtig, parfümiert, nach Iodoform, erdartig oder unspezifisch unangenehm. Bei manchen Arten tritt speziell in der Stielbasis ein süßlicher, honigartiger Geruch oder nur hier Iodoform-Geruch auf. Diese Gerüche der Stielbasis sind am intensivsten, wenn die Fruchtkörper etwas eintrocknen.
Viele Arten reagieren nicht mit Kalilauge, andere verfärben mit Kalilauge rot, gelb bis orangegelb, braun oder schwarz.
Das Sporenpulver ist rostbraun, wobei die Intensität des Rottons des Rostbrauns von Art zu Art variieren kann.

### Mikroskopische Merkmale
Die Sporen sind 4,5 – 20 × 3 – 10 µm groß und bei dem Großteil der Arten mehr oder weniger mandelförmig, ellipsoid oder subglobos. Seltener kommen auch eiförmige, fusoide, tränenförmige, zitronenförmige oder von der Form an Sporen von Röhrlingen erinnernde Sporen (mit deutlicher suprahilarer Depression) vor.
Bei den allermeisten Arten fehlen Zystiden, in manchen Artengruppen treten jedoch Cheilo- und/oder Pleurozystiden auf.
Die Hutdeckschicht ist mehr oder weniger zweilagig (Duplex-Struktur). Das Hypoderm (die untere Schicht) ist aber oftmals schwach ausgeprägt, in der Untergattung Cortinarius fehlt sie.

## Ökologie, Verbreitung und Phänologie
Wie alle Schleierlingsverwandte bilden die Schleierlinge Ektomykorrhizen. Innerhalb der Familie sind Mykorrhizen mit verholzten Vertretern der Buchenartigen (Fagales), Weidengewächse (Salicaceae), Zistrosengewächse (Cistaceae), Flügelfruchtgewächse (Dipterocarpaceae), Myrtengewächse (Myrtaceae), Hülsenfrüchtler (Fabaceae, z. B. Dicymbe), Kreuzdorngewächse (Rhamnaceae), Rosengewächse (Rosaceae) und Kieferngewächse (Pinaceae) bekannt, aber auch mit krautigen Pflanzen der Familien der Sauergrasgewächse (Cyperaceae), Orchideen (Orchidaceae) oder der Knöterichgewächse (Polygonaceae).
Die Gattung der Schleierlinge ist weltweit verbreitet.
Die Mehrzahl der Arten erscheint vom Spätsommer bis zum Spätherbst.

## Speisewert und Giftigkeit

### Aktuelle Arten
Da die Bestimmung – gerade für Laien – in dieser artenreichen Gattung meist sehr schwierig ist, können Schleierlinge generell nicht zum Verzehr empfohlen werden. Es gelten jedoch einige Arten als essbar, so beispielsweise der anhand seines Rings leicht erkennbare Reifpilz (Cortinarius caperatus).
Neben zahlreichen ungenießbaren und giftigen Arten gibt es auch sehr gefährliche Giftpilze: Der Orangefuchsige Raukopf (Cortinarius orellanus) und der Spitzgebuckelte Raukopf (Cortinarius rubellus, syn. Cortinarius speciosissimus) verursachen das Orellanus-Syndrom. Dabei werden die Harnkanäle der Nieren zerstört, was unbehandelt zu Organversagen führt.

### Ehemalige Arten
Zu den Arten, die inzwischen nicht mehr zu der Gattung Cortinarius gezählt werden, zählen ebenfalls essbare und stark giftige Arten: Der Schöngelbe Klumpfuß (Calonarius splendens) enthält ein anderes, noch unbekanntes, starkes Nierengift. Der einzige marktfähige Speisepilz der ehemaligen größeren Gattung Cortinarius ist nach der Schweizer Verordnung über Speisepilze die Schleiereule (Phlegmacium praestans). 

## Systematik
Die Gattung der Schleierlinge umfasst aktuell (Stand 2022) 11 Untergattungen:
- Cortinarius subgen. Camphorati
- Cortinarius subgen. Cortinarius
- Cortinarius subgen. Dermocybe
- Cortinarius subgen. Illumini
- Cortinarius subgen. Infracti
- Cortinarius subgen. Iodolentes
- Cortinarius subgen. Leprocybe
- Cortinarius subgen. Myxacium
- Cortinarius subgen. Orellani
- Cortinarius subgen. Paramyxacium
- Cortinarius subgen. Telamonia

Die Arten der Gattungen Aureonarius, Austrocortinarius, Calonarius, Cystinarius, Hygronarius, Mystinarius, Phlegmacium und Volvonarius galten bislang als Vertreter der Gattung der Schleierlinge, wurden aber mittlerweile von ihr abgetrennt. Der früher als rein sequestrat geltenden Gattung Thaxterogaster wurden ebenfalls viele ehemalige Schleierlinge mit normaler Hut-, Stiel- und Lamellenbildung zugeordnet.
Die frühere Einteilung in wenige Untergattungen nach makroskopischen Merkmalen wie z. B. der Schleimigkeit des Hutes hat sich als in vielen Fällen polyphyletisch herausgestellt. So enthält die aktuelle Gattung Phlegmacium (früher Schleimköpfe genannt) nur einen Teil der schleimighütigen Arten, welche sich wiederum nun auf mehrere Gattungen aufteilen.